# Коломієць Петро Веремійович
Петро́ Веремі́йович Коломі́єць (20 серпня 1929, Богуслав, Київська обл. — 4 листопада 1993, Київ) — український науковець-історик бібліотечної справи, книгознавець, бібліотекознавець, бібліограф. Кандидат історичних наук (1972), професор (1992).

## Життєпис
Петро Веремійович Коломієць народився 20 серпня 1929 року у Богуславі на Київщині в робітничій сім'ї.
Закінчив Теребовлянський технікум підготовки культосвітніх працівників, у 1952 році — з відзнакою Харківський бібліотечний інститут, у 1956 році — аспірантуру Державної публічної бібліотеки УРСР.
Працював бібліотекарем Харківського тракторного заводу, заступником директора Ніжинського технікуму підготовки культосвітніх працівників, заступником директора з наукової роботи Республіканської медичної бібліотеки.

Могила Петра Коломійця, Байкове кладовище

Помер на 65-му році життя 4 листопада 1993 року в Києві. Похований на Байковому кладовищі (ділянка № 49а, 50°25′0.33″ пн. ш. 30°30′6.25″ сх. д. / 50.4167583° пн. ш. 30.5017361° сх. д.).

## Наукова діяльність
Одним з перших серед фахівців почав досліджувати історію бібліотечної справи та вітчизняної медичної науки. Були підготовлені «Нариси розвитку бібліотечної справи в Україні» (25 друкованих аркушів), «З історії розвитку бібліотечної справи в Україні», «Короткий нарис розвитку бібліотечної справи в Україні», які й сьогодні використовуються студентами у процесі вивчення курсу «Історія бібліотечної справи в Україні».
Ряд наукових досліджень П. В. Коломійця присвячено проблемі систематизації документів, розробці класифікаційних схем документів у медичній галузі. На їх основі підготовлено науково-практичні посібники із систематизації літератури для спеціальних бібліотек. У них узагальнено відомості з міжнародних і вітчизняних класифікаційних систем. Так, «Схема індексів систематичного каталога медичної літератури» є посібником для медичних бібліотек України, країн ближнього та далекого закордоння.
Під керівництвом Коломійця уперше в практиці централізованої каталогізації було розроблено і запроваджено спосіб централізованого видання карткових (галузевого систематичного та алфавітного) каталогів.
У 1969 році очолив Республіканський відділ наукової медичної інформації (створений при Київському науково-дослідному інституті клінічної медицини), який, розробляючи концепцію інформаційного забезпечення медичної науки й практики, започаткував ряд оригінальних методик виявлення документів підвищеної інформаційної цінності для вчених і спеціалістів. Модель і методи відбору зі світового інформаційного потоку таких документів, запропоновані Коломійцем, як спосіб підготовки покажчиків наукових оглядів, у 1975 році зареєстровано як раціоналізаторську пропозицію. 22 таких інформаційних покажчиків було опубліковано 15 галузевими науково-дослідними інститутами республіки. Ряд посібників, що мають загальнодержавну інформаційну цінність і значення для медичних бібліотек та органів інформації України, згідно із запитом методичних центрів інших республік, перевидавались у Москві.
З найефективніших засобів бібліографічного забезпечення наукових досліджень з медицини Коломієць віддавав пріоритет предметному каталогу як апарату «концептуального пошуку» інформації для наукових і практичних працівників. З його ініціативи на сторінках професійної періодичної преси організовувались наукові дискусії. Пропозиції, висловлені в статті «Яким шляхом іти до єдиної методики централізованої предметизації» (збірник «Советская библиография»), схвалено у 80-ті роки для запровадження колишньою Всесоюзною книжковою палатою в процесі розробки галузевої методики предметизації медичної літератури.
Щодо розв'язання проблеми оптимальних моделей класифікаційних систем для бібліотек України П. В. Коломієць вбачав перспективу в докорінному перегляді, адаптації до бібліотечно-інформаційної діяльності держави, міжнародних класифікаційних систем, їх взаємодії з вітчизняною класифікацією, що мала бути позбавлена ідеологічного догматизму, заполітизованості. У 1974 році (після захисту кандидатської дисертації) Петро Веремійович був запрошений Міністерством культури України на викладацьку роботу в Київський державний інститут культури, брав безпосередню участь у його концептуальному становленні й розвитку, формуванні матеріально-технічної бази, кадрового потенціалу.
Став фундатором кафедри організації бібліотечних фондів і каталогів. Разом з вченими-бібліотекознавцями О. С. Сокальським, О. Довгополою, Л. Амлінським, Л. Одинокою, Н. Королевич та іншими, увійшов в історію факультету бібліотечно-інформаційних систем Київського державного інституту культури.

## Науковий здобуток
Автор близько 200 наукових праць, науково-методичних посібників, статей.
- Із історії розвитку бібліотечної справи на Україні / П. В. Коломієць // Збірник наукових праць Державної Публічної бібліотеки АН УРСР. — Київ, 1958. — С. 51–80.
- Короткий нарис історії бібліотечної справи на Україні / П. В. Коломієць// Науково-методичний збірник Державної історичної бібліотеки УРСР. — Київ, 1961. — С. 20–60.

- Нові концепції підготовки бібліотекарів-фондознавців і каталогізаторів — поглиблений зміст навчання / П. В. Коломієць, І. П. Штефан // Нова концепція та сучасні підходи в питаннях підготовки кадрів культури: тези до наук. конф. — Київ, 1991. — С. 120—122.

- Деякі проблеми відродження бібліотечних фондів в умовах розбудови Української держави / П. В. Коломієць, І. П. Штефан // Сучасні проблеми бібліотечно-бібліографічної справи на Україні: [матеріали Першого Всеукр. Конгресу бібліотекарів]. — Київ, 1992. — С. 8–13.
- Проблеми відродження бібліотечних фондів України / П. В. Коломієць // Бібліотека і бібліотечна професія в умовах інформатизації суспільства: Всеукр. наук. конф. 22–24 вересня 1993 р. : тези доповідей. — Київ, 1993. — С. 38–40.
- Проблеми відродження бібліотечних фондів в умовах незалежної української держави / П. В. Коломієць // Зб. наук. пр. / М-во культури України. — Київ, 1994. — Ч. 2. — С. 96–102.

## Нагороди
- Медалі «За доблесну працю», «У пам'ять 1500-річчя Києва», «Ветеран праці».
- Значок «Відмінник охорони здоров'я»[2].